# Người Nộ
Dân tộc Nộ (tiếng Trung: 怒族; bính âm: Nùzú, Hán Việt: Nộ tộc) là một trong 56 dân tộc được công nhận tại Cộng hòa Nhân dân Trung Hoa. Tổng dân số của dân tộc này là 27.000 người và được chia thành các nhóm phía Bắc, Trung tâm và Nam. Nơi cư trú của họ là những ngọn núi cao và hẻm núi dọc theo sông Lan Thương (Mekong) và Nộ Giang (Sông Salween). Tên gọi "Nộ" bắt nguồn từ việc họ cư trú gần Nộ Giang tiếng Trung: 怒江; bính âm: Nù Jiāng
Người Nộ chủ yếu cư trú tại tỉnh Vân Nam. 90% cư trú tại các huyện Cống Sơn, Phúc Cống và Lan Bình thuộc châu Nộ Giang cùng với các dân tộc Lisu, Độc Long, Tạng, Bạch và Hán. Ngoài ra người Nộ cũng sinh sống rải rác ở huyện Duy Tây tại Châu Địch Khách của Vân Nam và huyện Zayü của Khu tự trị Tây Tạng.
Tiếng Nộ thuộc Ngữ hệ Tạng-Miến. Ngôn ngữ này không có chữ viết, tuy nhiên chính quyền Trung Quốc đã trợ giúp để phát triển một loại chữ viết trên cơ sở chữ cái Latinh.